# Lisa Peattie

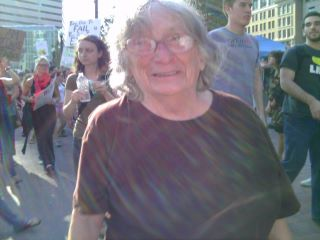
Lisa Peattie

Lisa Redfield Peattie (* 1. März 1924 in Chicago; † 13. Dezember 2018) war eine US-amerikanische Stadtanthropologin und emeritierte Professorin am Massachusetts Institute of Technology. Bekannt war sie insbesondere für ihr Beteiligungskonzept in der Stadtplanung, das die Interessen aller Beteiligten in den Planungsprozess integriert und sich unterstützend einsetzt („Anwaltsplanung“). Peattie veröffentlichte zahlreiche Schriften zu Armenvierteln und informellen Siedlungen.

## Leben
Peatties Großvater war der Stadtsoziologe Robert E. Park, der an der University of Chicago lehrte. ihr Vater war der Anthropologe Robert Redfield, der ebenfalls an der University of Chicago unterrichtete. Aufgrund der Arbeit des Vaters wuchs Peattie in den mexikanischen Bundesstaaten Morelos and Yucatán auf, wo die Eltern Feldforschung betrieben.
Nach ihrem Promotionsstudium in Anthropologie an der University of Chicago arbeitete Lisa Peattie ab 1948 in einem Projekt zu dem Indianerstamm der Fox (auch: Meskwaki) in Iowa unter Sol Tax.
1943 heiratete sie Roderick Elia Peattie. Mit ihm publizierte sie die Kinderbücher „The Law: What It is and How It Works“ und „The City“. Das Paar hat drei Töchter.
1962 wurden Lisa und Roderick Peattie vom Gemeinsamen Zentrum für urbane Studien von Massachusetts Institute of Technology und Harvard University angeworben. Sie sollten mit einem Vertrag der venezolanischen Regierung die Stadt Guayana am Zusammenfluss von Orinoco und Caroni planen. Das Team aus Anthropologen und Architekten sollte die Städte San Félix und Puerto Ordaz vereinigen. Die Peatties waren die einzigen Planer, die vor Ort lebten. Alle anderen arbeiteten vom rund 660 Kilometer entfernten Caracas aus. So konnte Lisa Peattie die Auswirkungen der Stadtplanung über die Köpfe der Bevölkerung hinweg direkt sehen; sie verarbeitete diese Erkenntnisse später in dem Buch „The View from the Barrio“.
Roderick Peattie starb 1963 bei einem Autounfall in Venezuela. Lisa Peattie ging daraufhin in die Vereinigten Staaten zurück und lehrte bis zu ihrer Emeritierung Stadtplanung am MIT.
1966 gründete Peattie mit anderen Fachbereichsmitgliedern und Studierenden von MIT und Harvard University die Unterstützungsorganisation für Stadtplanungsfragen „Urban Planning Aid“ (UPA). Diese Organisation bot Hilfe an für die ortsansässige Bevölkerung in Wohnungsfragen. Außerdem engagierte sie sich in Fragen der Stadtsanierung und den Highwayrevolten der 1960er und 1970er Jahre. In der Folge dieses Kampfes gegen den Bau von Free- und Highways, begann Peattie sich intensiv mit ökonomischen Theorien auseinanderzusetzen, die sich alle für einen Ausbau der Infrastruktur aussprachen.
Immer stärker beschäftigte sie sich auch mit Fragen der Armut. Sie engagierte sich in einem Projekt für Obdachlose und gründete mit anderen die Straßenzeitung „Spare Change News“. Außerdem setzte sie sich verstärkt gegen Nuklearwaffen ein. Für ihr politisches Engagement wurde sie mehrfach verhaftet.

## Auszeichnungen
- 1999: ACSP Distinguished Educator Award[12]

## Schriften
- mit Roderick Peattie: The Law: What It is and How It Works. Henry Schuman, New York 1952
- mit Roderick Peattie: The City. Henry Schuman, New York, 1952
- The View From The Barrio. University of Michigan, 1968, ISBN 0-472-72280-8
- The informal sector: A few facts from Bogota, some comments and a list of issues. 1974
- Living poor: A view from the bottom. (=Urban poverty, a comparison of the Latin American and the United States experience, Band 4), School of Architecture and Urban Planning, University of California, Los Angeles 1975
- Thinking about Development. Springer, New York 1982, ISBN 0-306-40761-2
- mit Martin Rein: Women's Claims: A Study in Political Economy.  Oxford University Press, 1983, ISBN 0-19-877180-0
- Planning: Rethinking Ciudad Guayana. University of Michigan Press, 1987, ISBN 0-472-08069-5
- New politics, the state, and planning. UCLA, Graduate School of Architecture and Urban Planning, 1987
- Planners and protesters: Airport opposition as social movement. (=Institute for Urban Studies monograph series, Band 9), University of Maryland at College Park, Institute for Urban Studies, 1991, ISBN 0-913749-19-2